# Сендецкий, Марцин
Ма́рцин Сенде́цкий (пол. Marcin Sendecki; род. 27 ноября 1967, Гданьск, Польша) — польский поэт, журналист.
Вырос в городе Томашув-Любельский. В 1986—1990 гг. учился в Варшавском медицинском университете, затем в 1990—1995 гг. изучал социологию в Варшавском университете. В 80-е и 90-е годы сотрудничал с литературным журналом «brulion». Работал в отделе культуры еженедельника «Przekrój». В 1992 году выпустил первый поэтический сборник «Z wysokości». В 1997 году вместе с Марцином Светлицким и Марцином Бараном редактировал сборник «Długie pożegnanie. Tribute to Raymond Chandler». В 2010 году участвовал в издании поэтической антологии «Pogoda ziemi. Wiersze polskie po 1918 roku».
За поэтические сборники «Trap» и «22» был номинирован на вроцлавскую поэтическую премию «Silesius».

## Сочинения
- Z wysokości, Kraków-Warszawa, brulion, 1992;
- Książeczka do malowania, Legnica, 1997;
- Parzellen, Mainz, 1997;
- Muzeum sztandarów ruchu ludowego, Legnica, 1998;
- Parcele, Kraków-Warszawa, biblioteka, 1998;
- Parcelas, Lisboa, 2001;
- Opisy przyrody, Legnica, Biuro Literackie, 2002;
- Szkoci dół, Kraków, 2002;
- Z wysokości. Parcele Wrocław, Biuro Literackie, 2006;
- Trap, Wrocław, Biuro Literackie, 2008;
- 22, Poznań, Wielkopolska Biblioteka Poezji, 2009;
- Pół, Wrocław, Biuro Literackie, 2010.